# Itzig (Ethnophaulismus)
Der Ausdruck Itzig ist ein veralteter mundartlicher Scherzname, der sowohl einen Schlauberger oder auch einen Vorgesetzten bezeichnen kann, aber vor allem auch als abwertendes Kollektivum für Juden gebraucht wurde/wird.

## Herkunft und Bedeutung
Der Ausdruck ist abgeleitet vom jüdischen Vor- und Familienname Jitzchak (Isaak), der umgangssprachlich im Jiddischen häufig zu Itzik verkürzt wurde. Das Wort bezeichnete zunächst nicht nur Juden, sondern insgesamt Menschen, die Ziel von Spott wurden. In Wendungen wie narrischer Itzig, krummer Itzig oder scheeler Itzig zeigt sich allgemein die verspottende Bedeutung für als dumm, faul oder körperlich eingeschränkt geltende Personen. In der hessischen mundartlichen und satirischen Literatur wurde der bekannte Familienname bereits häufig als Personenname und Synonym für Juden verwendet, galt aber insbesondere im Schwäbischen bereits als geringschätzig und verächtlich.
Der Itzig-Typus gehörte zum festen Repertoire des Antisemitismus in Literatur und Publizistik und lässt sich in zahlreichen Witzen, Karikaturen, Spottversen, Liedern und Büchern nachweisen. So verkörpert exemplarisch in Gustav Freytags Roman Soll und Haben der Kaufmann „Veitel Itzig“ das Stereotyp des unmoralischen, gewissenlosen Juden, der gierig allein auf seinen Gewinn bedacht ist. Nach verschiedenen Theorien der Literaturwissenschaft ist der Name „Veitel Itzig“ dabei entweder ein Kompositum aus den Namen der beiden „Münzjuden“ Friedrichs II., Veitel Heine Ephraim und Daniel Itzig, oder eine Ableitung  von Itzig Feitel Stern, einem Pseudonym, unter dem Anfang des 19. Jahrhunderts antisemitische Schmähschriften (wahrscheinlich verfasst von Heinrich Holzschuher) veröffentlicht wurden.
Ein Extremfall war der jüdische Wundarzt Dr. med. Juda Itzig (1819–1882) aus Schlesien, der 1861 wegen ständiger Anfeindungen mit Spott- und Schmähversen am Ende seinen Namen aufgab und in Julius Isson ändern ließ.
In antisemitischer Propaganda im 19. Jahrhundert war der Begriff als Schmähung gebräuchlich und kam verstärkt in Hetzschriften und auf Plakaten zum Einsatz.  In der Zeit des Nationalsozialismus gehörte Itzig zu den stigmatisierenden Namenszusätzen. Nach der NS-Machtübernahme wurde das Stereotyp zunächst massiv propagandistisch eingesetzt, trat aber nach Ausbruch des Zweiten Weltkrieges und Ausweitung der Judendeportationen in den Hintergrund und wurde zunehmend von Begriffen wie Juda oder All-Juda abgelöst, die den „jüdischen Weltfeind“ darstellten, der mit allen Mitteln bekämpft werden müsse.